# Chrysobothris pseudacutipennis
Chrysobothris pseudacutipennis är en skalbaggsart som beskrevs av Jan Obenberger 1940. Chrysobothris pseudacutipennis ingår i släktet Chrysobothris och familjen praktbaggar. Inga underarter finns listade i Catalogue of Life.